# Exechia gracile
Exechia gracile är en tvåvingeart som först beskrevs av Kertesz 1901.  Exechia gracile ingår i släktet Exechia och familjen svampmyggor.
Artens utbredningsområde är Peru. Inga underarter finns listade i Catalogue of Life.